# Arturo Acevedo Vallarino
Arturo Acevedo Lucero (Bogotá, 1873-Bogotá, 1950) fue un dramaturgo y cineasta de Colombia.

## Biografía
Pasó su juventud en Zipaquirá, donde su padre, el General Ramón Acevedo Pérez, era administrador de las Salinas. Allí se casó con Laura Bernal Méndez, con quien tuvo seis hijos: Blanca, Alfonso, Gonzalo, Álvaro, Armando I (muerto a los ocho años) y Armando II. Se graduó como cirujano dentista en el Colegio Dental de Bogotá y montó un gabinete, donde además de otros pacientes acudían los poetas y artistas de Bogotá. Durante la guerra de los Mil Días militó en las filas conservadoras y obtuvo el grado de coronel de Voltígeros.
En 1904 hizo parte de la Gruta Simbólica, tertulia de intelectuales que fundó la Escala de Chapinero, un pequeño local donde debutó como director de teatro. A partir de entonces, y, durante veinte años se dedicó a esa actividad, como fundador y director de las compañías Dramática Nacional y Jacinto Benavente. En los escenarios del Teatro Municipal y del Teatro del Bosque difundió autores nacionales y preparó actores, que a su vez formaron otras compañías o trabajaron más adelante en el cine. En 1909 realizó con éxito la primera gira nacional, durante la cual sufrió un grave accidente al caer al foso acústico de un teatro en Girardot, lo que le produjo lesiones permanentes. 
Este hombre era una de las más influyentes personalidades dentro del ámbito cultural del país a principios del siglo XX y desde mucho antes de enfocarse en la realización cinematográfica ya era precursor del teatro en Colombia creando la Compañía Dramática Nacional donde se preocupaba por incluir obras de autores nacionales. 
En 1911 crea la Sociedad de Autores de Colombia mediante la cual establece un sistema de premios para resaltar la labor del gremio en temas específicos como el drama, la comedia y la zarzuela además de hacer aprobar una ley que obligaba a las compañías de teatro extranjeras a montar obras de autores nacionales.
Además de sus inclinaciones por el cine, en 1894 se graduó como odontólogo del Colegio Dental de Bogotá.
Tras ver en Bogotá, hacia 1916, el estreno de El nacimiento de una nación, de David W. Griffith, quiso hacer largometrajes con producción y temas nacionales. En 1926 dirigió La tragedia del silencio y en los primeros siete meses de 1925, con la financiación del magnate antioqueño Gonzalo Mejía, realizó el largometraje Bajo el cielo antioqueño. 
Después Acevedo organizó, con sus hijos, la Compañía Cinematográfica Colombiana.

## Filmografía
- Bajo el cielo antioqueño (1926)
- La tragedia del silencio (1924)